# Алоїзія Ліхтенштейнська
Алоїзія Ліхтенштейнська , повне ім'я Алоїзія Марія Габріела Іпполіта фон унд цу Ліхтенштейн (нім. Aloysia Maria Gabriela Hyppolita von und zu Liechtenstein), (нар. 13 серпня 1838 — пом. 17 квітня 1920) — принцеса фон унд цу Ліхтенштейн, донька князя Ліхтенштейну Алоїза II та графині Франциски Кінскі фон Вхініц унд Теттау, дружина графа Генріха Гундакара Фюнфкірхена.

## Біографія
Алоїзія народилась 13 серпня 1838 року у замку Ледніце. Вона була четвертою дитиною та четвертою донькою в родині князя Ліхтенштейну Алоїза II та його дружини Франциски Кінскі фон Вхініц унд Теттау. Дівчинка мала старших сестер Марію, Кароліну та Софію. Згодом у неї з'явилися п'ятеро молодших сестер та два брати, які в майбутньому очолювали Ліхтенштйн.
У віці 25 років Алоїзія пошлюбилася із 34-річним графом Генріхом Фюнфкірхеном. Весілля відбулося 22 травня 1864 у Відні. Дітей у подружжя не було.
Алоїзія відома своєю громадською діяльністю. Засновувала установи для безпритульних, серед яких Карітас у Відні.
Її чоловік помер у січні 1885. Алоїзія пішла з життя 17 квітня 1920 року у Відні. Обидва поховані у родинному склепі у Штюценгофені.